# Nieve negra
Nieve negra (bra: Neve Negra) é um filme de suspense co-produzido pela Argentina e Espanha que estreou na Argentina em 19 de janeiro de 2017, co-escrito e dirigido por Martin Hodara, que foi assistente de direção no filme Nove Rainhas.
Foi filmado nos Pirenéus (Espanha e Andorra), embora a ação se passe na Patagônia Argentina. O filme recebeu críticas positivas e arrecadou 700 mil telespectadores em seus dois meses em cartaz.

## Sinopse
Acusado de ter matado o irmão na adolescência, Salvador (Ricardo Darín) vive isolado no meio da Patagônia. Depois de várias décadas sem se verem, seu outro irmão Marcos (Leo Sbaraglia) e sua cunhada Laura (Laia Costa), chegam após a morte de seu pai para convencê-lo a vender as terras que compartilham por herança. A travessia, no meio de um lugar solitário e inacessível, reacende o duelo adormecido onde os papéis de vítima e assassino são revirados continuamente.

## Elenco
- Ricardo Darín como Salvador.
- Leonardo Sbaraglia como Marcos.
- Laia Costa como Laura.
- Dolores Fonzi como Sabrina.
- Federico Luppi como Sepia.
- Biel Montoro como Marcos (jovem).
- Mikel Iglesias como Salvador (jovem).
- Liah O'Prey como Sabrina (jovem).
- Andrés Herrera como Pai.
- Iván Luengo como Juan.
- Javier Kussrow como Paciente Psiquiátrico.

## Prêmios e indicações

### Participação em festivais de cinema
| Festival           | Data do evento                    | Categoria     | Prêmio   | Ref.  |
| ------------------ | --------------------------------- | ------------- | -------- | ----- |
| Festival de Málaga | 17 de março a 26 de março de 2017 | Seção oficial | Indicado | [ 9 ] |

## Recepção
Gaspar Zimeman no Clarín opinou: 
Um elemento-chave para realçar este drama familiar carregado de flashbacks é o contexto: a imponente paisagem da cordilheira – supostamente a Patagônia, mas na verdade foi filmada nos Pirenéus – é o equivalente natural do personagem de Darín devido ao seu mistério e hostilidade , tempestade de neve incluída. É um quadro que cria um clima semelhante ao dos policiais negros... Existe um calcanhar de Aquiles, e é essa fórmula – em que tantas vezes caem os policiais – de fazer a história dar um rumo surpreendente, o que já é surpreendente ao mesmo tempo, explique tudo. Um recurso eficaz que subtrai profundidade dramática e confina Nieve negra à categoria de filmes que se limitam a contar uma história bem e divertida.